# John Bonnici
John Samuel Bonnici (ur. 17 lutego 1965 w Nowym Jorku) – amerykański duchowny rzymskokatolicki, biskup pomocniczy Nowego Jorku od 2022.

## Życiorys
Święcenia kapłańskie otrzymał 22 czerwca 1991 i został inkardynowany do archidiecezji Nowy Jork. Pracował głównie jako duszpasterz parafialny, był też m.in. wicedyrektorem i dyrektorem kurialnego wydziału ds. rodziny (1995–1999).
25 stycznia 2022 papież Franciszek mianował go biskupem pomocniczym archidiecezji Nowy Jork i biskupem tytularnym Arindela. Sakry udzielił mu 1 marca 2022 kardynał Timothy Dolan.